# Гера (Тюрингия)
Ге́ра (нем. Gera) — город в Германии, третий по величине (после Эрфурта, столицы Тюрингии, и Йены) в федеральной земле Тюрингия. Расположен в восточной части Тюрингии на реке Вайсе-Эльстер, примерно в 60 км к югу от Лейпцига и в 80 км к востоку от Эрфурта. В социалистическую эпоху Гера была административным центром округа.

## География
Гера расположена на высоте от 180 метров (уровень реки Вайсе-Эльстер) до 354 метров (юго-восточная окраина города, Гера-Фалька) над уровнем моря. За среднее значение обычно принимают 205 м, высоту над уровнем моря Рыночной площади.
У западной границы Геры находится Городской лес Геры (Geraer Stadtwald), самый большой в Тюрингии лесной массив в городской черте. На северо-западной границе города расположен другой лесной массив — Цайцский лес (Zeitzer Wald), относящийся к федеральной земле Саксония-Анхальт.

## Население
По данным на 1970 год в городе жило 111 535 человек, на 1990 год —  129 037 человек, на 31 декабря 2000 года — 112 835 человек.
Численность населения города по данным на 31 декабря 2011 года (с учётом итогов переписи 2011 года) составила 95 746 жителей (причём ранее на ту же дату оценивалась в 98 762 жителя).

## История
Название «Гера», скорее всего, первоначально относилось к части долины реки Элстер, в которой позднее расположился город. Скорее всего, название возникло в эпоху до Великого переселения народов, и славянские племена, населявшие регион в VIII веке, использовали это название. Первое упоминание Геры в письменных источниках относится к 995 году. В 999 году император Оттон III передал «провинцию» Гера Кведлинбургскому аббатству, а аббатство в 1209 году передало протекторат фогтам Вайды, служившим администраторами области. Поселение располагалось на месте нынешнего городского центра; в XIII веке Гера получила статус города. Сперва город рос незначительно. В 1450 году в ходе Саксонской братской войны (см. Альтенбургское деление) Гера была практически полностью уничтожена. В результате наследования в течение последующих веков Гера стала частью владений династии Рёйсс.
В 1806 году, в ходе Войны четвёртой коалиции, Наполеон разместил свой штаб в Гере. Отсюда 12 октября 1806 года французский император послал своё оскорбительное письмо королю Фридриху Вильгельму III, приведшее к началу войны, закончившейся сокрушительным поражением Пруссии в битве при Йене несколько дней спустя.
С 1848 по 1918 год Гера была столицей княжества Рейсс младшей линии. В ходе промышленной революции середины XIX века (рост текстильного производства) произошел значительный рост города. Множество особняков того периода остаются свидетельством богатства горожан, например, дом Шуленбурга, построенный бельгийским архитектором Анри Ван де Вельде. Город также стал железнодорожным центром, где сходятся поезда различных направлений.
В 1920 году город стал частью Тюрингии.
В 1945 году бомбардировками были уничтожены несколько частей города.
Город стал частью новообразованного округа Гера (Bezirk Gera) в 1952 году, войдя в состав ГДР (Восточная Германия). После объединения Германии в 1990 году Гера стала частью федеральной землю Тюрингия — один из трёх основных центров (Oberzentren), наряду с Йеной и Эрфуртом.

## Экономика
На 2009 год основными предприятиями Геры являются:
- частная клиника SRH Waldklinikum
- машиностроительное предприятие Dagro Gera GmbH
- коммуникации DTKS GmbH, Deutsche Telekom AG
- замки́ Schloßsicherungen Gera GmbH
- оптика POG Präzisionsoptik Gera GmbH
- электрическое оборудование Electronicon Kondensatoren GmbH
- маргарин Othüna
- производство компрессоров Kompressorenwerk Kaeser
- прецизионный инструмент SMK-Präzisionsmechanik
- дочернее предприятие конструкторской фирмы Max Bögl

Интернет-сервис провайдер D+S Europe имеет сервис-центр в Гере с несколькими сотнями служащих, а также фирма Rittal (информационные технологии) в 2009 году переместилась из Бад-Кёстрица в Геру.
Некоторые отрасли производства потеряли своё значение после 1990 года. Секторы экономики, более не существующие или сильно сократившиеся, — изготовление инструментов (Volkseigener Betrieb Wema Union), текстильная промышленность (VEB Modedruck), станки для текстильной промышленности (VEB Textima), электрооборудование (VEB Elektronik Gera). Также до 1990 года в Гере были пивоварня и отделение VEB Carl Zeiss Jena. Важной частью промышленности была добыча урановой руды возле Роннебурга (SDAG Wismut), автобусостроительное предприятие (Fritz Fleischer KG).
Население округа Восточная Тюрингия — Гера в 2009 году составляло 450 000 человек. Гера — региональный центр торговли. В 2003 году в Гере было три основных торговых центра: Gera-Arcaden, Amthor-Passage, и Elster-Forum.
Третий по величине город Тюрингии, Гера занимает 7-е место по безработице. Уровень безработицы снизился с 15,4 % в июне 2007 года до 14,9 % в марте 2009.

## Образование и культура
В 2007 году Гера наряду с Роннебургом была местом проведения растениеводческого фестиваля Бундесгартеншау (Bundesgartenschau).

## Районы Геры
Гера включает в себя 40 различных общин, объединённых в 12 муниципальных округов:
1. Городской центр
2. Дебшвиц (Debschwitz)
3. Гера-Восток
4. Гера-Север/Гера Лангенберг (Gera-Langenberg)
5. Библах (Bieblach)-Восток
6. Библах/Тинц (Bieblach/Tinz)
7. Унтермхаус (Untermhaus)
8. Гера-Западные пригороды
9. Гера-Юг/Фалька (Falka)
10. Люсан-Лауне (Lusan-Laune)
11. Люсан-Центр
12. Люсан-Брюте (Lusan-Brüte)

## Главные достопримечательности
- Ратуша в историческом центре Геры.
- Дом Отто Дикса.
- Музей декоративно-прикладного искусства.
- Вилла Шуленбург

- Ратуша (1576 г.)
- Рыночная площадь с фонтаном
- Городская аптека
- Театр (1902 г.)
- Вилла Шулебург (архитектор — Анри Ван де Вельде)
- Неоготическая церковь св. Иоанна
- Церковь св. Сальватора эпохи барокко (интерьер в стиле Ар нуво)[5]
- Позднеготическая церковь св. Марии
- Позднеготическая церковь св. Тринитаты
- Пивной погреб («Geraer Höhler»)
- Дворец Тинц
- Зоопарк (1973 г.)
- Кабаре «Фетнэпхен»

### Музеи
- Городской музей
- Дом Отто Дикса
- Художественная галерея «Orangerie»
- Музей естественных наук («Schreiber House», старейшее здание в городе) с ботаническим садом
- Музей декоративно-прикладных искусств («Ferber House»)[6]. В музее представлены коллекции керамики в стиле баухаус художников Отто Линдига (Otto Lindig) и Теодора Боглера (Theodor Bogler), архитектурные работы Тило Шодера (Thilo Schoder), фотографии Энне Бирман (Aenne Biermann).

### Ботанический сад
Botanischer Garten des Museums für Naturkunde Gera, ботанический сад музея естественных наук в Гере, занимает площадь 0,7 га. Был создан в 1897—1900 годах в виде парка в английском стиле. Был объединён с музеем в 1947 году. В ботаническом саду растут более 300 видов растений: деревьев, съедобных и лекарственных трав.

## Транспорт
На востоке города расположена взлётно-посадочная полоса Гера-Лёймниц (Gera-Leumnitz). Ближайший региональный аэропорт — Лейпциг-Альтенбург (расстояние составляет около 40 км). Ближайший международный аэропорт Лейпциг-Галле расположен в 90 км к северу от города.
Вокзал Гера — важный узел железнодорожных перевозок в регионе.

## Международные связи
Города-побратимы Геры:
| - Арнем, Нидерланды - Форт-Уэйн, США - Горажде, Босния и Герцеговина - Куопио, Финляндия | - Нюрнберг, Германия - Пльзень, Чехия - Псков, Россия - Ростов-на-Дону, Россия | - Сен-Дени, Франция - Скерневице, Польша - Сливен, Болгария - Тимишоара, Румыния |